# قوات الدفاع الشعبي والعسكري (مصر)
قوات الدفاع الشعبي والعسكري هي إحدى أفرع القوات المسلحة المصرية.

## دور القوات
- تأمين وحماية إنجازات الدولة وأهدافها الحيوية بالتعاون مع باقي أجهزة الدولة
- غرس روح الولاء والانتماء لدي شباب مصر من خلال دورات التربية العسكرية بالمدارس والجامعات
- المشاركة في محو الأمية بالمراكز والقري والنجوع بالتعاون مع الهيئة العامة لمحو الأمية
- تعتبر محور الإتصال الأساسي بين القوات المسلحة والعديد من الوزارات والمحافظات والهيئات المدنية
- المشاركة في أعمال الخدمة الوطنية والدفاع الوطني في حالة تعرض المحافظات للكوارث بإنشاء معسكرات الإيواء والإشراف عليها وتقديم المساعدات التي تساهم بها وزارة الدفاع سواء كانت دعماً بمواد غذائية أو مهمات إعاشة أو وسائل نقل ومعدات
- الارتباط بشباب الجامعات والمدارس الثانوية وتأهيلهم عسكريا وبدنيا كي يستطيعوا تأدية الخدمة العسكرية بكفاءة وأن يكونوا قادرين على حمل السلاح والدفاع عن الوطن في أي وقت من خلال تدريبهم على المهارات العسكرية

## قادة القوات
- لواء أركان حرب / هشام حسني.[1]
- لواء أركان حرب / أسامة داوود.[2]
- لواء أركان حرب / وليد حامد الحماقي.[3][4]
- لواء أركان حرب / عماد زكي.[5]
- لواء أركان حرب / وليد حمودة.[6]
- لواء أركان حرب / خالد مصطفى توفيق.[7]
- لواء أركان حرب / السيد عبد الهادي.[8]
- لواء أركان حرب / العربي السروي.[9]
- لواء أركان حرب / أحمد يوسف.[10]
- لواء أركان حرب / محمد عبد الحليم قمر.[11]
- لواء أركان حرب / خالد فوده.[12]
- لواء أركان حرب / حسن محمد أحمد.[13]
- لواء أركان حرب / صفوت أحمد.[14]
- عميد أركان حرب / علي إسلام.[15]